# UDF 2457
UDF 2457은 화로자리의 허블 울트라 딥 필드에 위치한, UDF 423 위에 있는 작은 적색 왜성이다. 거리는 59,000광년으로, 태양계의 시선에서 보았을 때, 우리 은하 내부에서 가장 멀리 떨어진 별이다. 이 별보다 더 멀리 있는 곳, 즉 우리 은하의 은하헤일로에는 구상 성단들이 분포해 있다.

## 같이 보기
- UDFj-39546284